# Лебедос
Ле́бедос, Лебед (др.-греч. Λέβεδος) — античный город, располагавшийся на берегу Эгейского моря. Входил в число 12 основных городов Ионийского союза. В настоящее время, руины города расположены на территории Турции в иле Измире.
В древности Лебедос населяли карийцы, при которых город назывался Артис, до тех пор, пока их не изгнали ионийцы, под начальством Андремона, сына Кодра.
В начале III века до н. э. Лисимах, полководец Александра Македонского, после присоединения к своим владениям отдельных земель в Малой Азии решил перенести столицу в Эфес. При этом, существенно расширив его и насильно переселив в него жителей соседних городов Лебедоса и Колофона.

Нынешний город эфесцев он увеличил, расширив до самого моря и переселив в него жителей Лебеда и колофонцев, их же города он разрушил, как видно из стихов Феникса, ямбического поэта, оплакивавшего разрушение Колофона
— Павсаний
В период Римской империи город восстанавливается и становится местом проведения ежегодных празднеств, посвящённых Дионису.

…Лебедос, в 120 стадиях от Колофона. Здесь — место для собраний и поселение всех «художников Диониса».— Страбон
Кроме того, город славится горячими минеральными источниками.